# Sven Dahlkvist
Sven Anders Peter „Dala” Dahlkvist (ur. 30 maja 1955 w Mockfjärd) – szwedzki piłkarz i trener piłkarski.

## Życiorys
Sven z powodzeniem grał na pozycjach napastnika i obrońcy. Karierę w Allsvenskan zaczął w drużynie AIK Fotboll w 1974 roku. Był kluczowym piłkarzem drużyny aż do 1987 roku. Następnie grał w Örebro SK.
39 razy reprezentował Szwecję. W 1984 roku zdobył Guldbollen.
Po zakończeniu kariery był trenerem w Örebro SK i Eskilstuna City FK.
Jego córka Lisa Dahlkvist jest profesjonalną piłkarką, reprezentantką Szwecji.